# Eleccions al Parlament de Canàries de 1991
Les Eleccions al Parlament de Canàries de 1991 se celebraren el 26 de maig. Amb un cens d'1.136.767 electors, els votants foren 700.541 (61,6%) i 434.823 les abstencions (38,4%). El PSOE és el partit més votat, i fou nomenat president el seu candidat, Jerónimo Saavedra, mercè un pacte amb les AIC. Tanmateix, el seu candidat, Manuel Hermoso Rojas, presentà una moció de censura el 1993 amb suport del CDS i del PP i fou elegit president.
- Els resultats foren:

| ← Eleccions al Parlament de Canàries, 1991 →             |         |       |        |
| Partit                                                   | Vots    | %     | Escons |
| PSOE                                                     | 229.692 | 33,28 | 23     |
| AIC                                                      | 157.859 | 22,87 | 16     |
| CDS                                                      | 100.197 | 14,52 | 7      |
| PP                                                       | 89.251  | 12,93 | 6      |
| ICAN                                                     | 85.015  | 12,32 | 5      |
| PNC                                                      | 7.845   | 1,14  |        |
| Asamblea Majorera                                        | 4.906   | 0,71  | 2      |
| Coalición Canaria por la Independencia CNC-FREPIC-Awañak | 4.090   | 0,59  |        |
| PST                                                      | 2.298   | 0,33  |        |
| Los Verdes                                               | 2.198   | 0,32  |        |
| Agrupación Herreña Independiente                         | 1.485   | 0,22  | 1      |
| Partido de la Gente                                      | 1.484   | 0,22  |        |
| Plataforma de Izquierdas                                 | 1.093   | 0,16  |        |
| Los Verdes Lista Ecologista-Humanista                    | 1.092   | 0,16  |        |
| Agrupación Insular de Gran Canaria                       | 962     | 0,14  |        |
| Partido Tagoror                                          | 671     | 0,10  |        |

A part, es comptabilitzaren 5.323 (0,8%) vots en blanc.

## Diputats electes
- Jerónimo Saavedra (PSOE)
- Manuel Hermoso Rojas (AIC)
- Lorenzo Olarte Cullén (CDS)